# Johann Ulrich Pregizer IV.

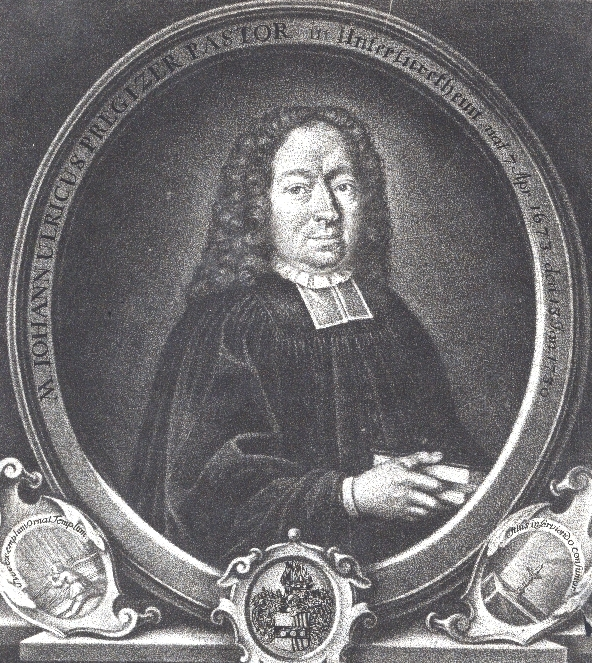
Johann Ulrich Pregizer IV.

Johann Ulrich Pregizer IV. (auch: Pregitzer; * 7. April 1673 in Tübingen; † 13. Januar 1730 in Untertürkheim) war Theologe und Historiker.

## Leben
Johann Ulrich Pregizer IV. wurde als erstes der sieben Kinder von Johann Ulrich Pregizer III. (1647–1708, Professor für „Geschichte, Eloquenz und Politik“ am Collegium illustre in Tübingen) und dessen Ehefrau Regina Magdalena geb. Brodbeck geboren. Nach dem Studium der Theologie in Tübingen war er Pfarrer und Diakon u. a. in Nürtingen und Untertürkheim.
Am 14. November 1699 heiratete Pregizer in Tübingen die 1679 geborene Maria Dorothea Margarethe geb. Burk. Aus der Ehe gingen sechs Kinder hervor. Die drei jüngsten Kinder erreichten das Erwachsenenalter: Philipp Ulrich (1705–1730), Johann Ulrich V. (1707–1734) und Johann Philipp (1713–1763), dessen Sohn Christian Gottlob Pregizer Begründer einer pietistischen Gemeinschaft, der „Pregizerianer“, wurde.

## Werk
Pregizer führte u. a. die von seinem Vater begonnene ausführliche Genealogie des württembergischen Fürstenhauses fort. Nach seinem Tod 1730 übernahm sein Bruder Johann Eberhard die Fertigstellung des Werks, das 1734 in Stuttgart erschien.
1719 gab er die Genealogie der Familie von Georg Burckhardt heraus.

## Referenzen
1. ↑  Hanns Wolfgang Rath: Regina, die schwäbische Geistesmutter. Reprint der 1. Auflage Ludwigsburg/Leipzig 1927. Neu bearbeitet, ergänzt und erweitert durch Hansmartin Decker-Hauff. Starke, Limburg a. d. Lahn 1981, S. 107.
2. 1 2  Johann Ulrich Pregizer (1673–1730) Familiendaten der Paul Wolfgang Merkelschen Familienstiftung Nürnberg
3. ↑  Text auf der Titelseite (online bei Google Books): Wirttembergischer Cedern-Baum, Oder Vollständige Genealogie Des Hoch-Fürstlichen Hauses Wirttemberg: In sechs Theilen / Aus denen besten und bewährtesten Autoribus und Genealogisten […] anfangs zusammen getragen und entworffen Von Weyland D. Johann Ulrich Pregitzern, Hoch-Fürstl. Wirtt. Ober- und Justiz-Rath … Nachmahls elaboriret Und mit Historischen Anmerckungen vermehret […] Von dessen ältistem Sohn, gleichen Nahmens […] Nach desselben Anno 1730. erfolgten Tod aber heraußgegeben und biß auf jetzige Zeiten fortgesetzt Von seinem jüngern Bruder, Johann Eberhard Pregitzern […]

| Personendaten    | Personendaten                     |
| ---------------- | --------------------------------- |
| NAME             | Pregizer, Johann Ulrich IV.       |
| ALTERNATIVNAMEN  | Pregitzer, Johann Ulrich          |
| KURZBESCHREIBUNG | deutscher Theologe und Historiker |
| GEBURTSDATUM     | 7. April 1673                     |
| GEBURTSORT       | Tübingen                          |
| STERBEDATUM      | 13. Januar 1730                   |
| STERBEORT        | Untertürkheim                     |